# ريتشارد نيفيل (كاتب)
ريتشارد نيفيل (بالإنجليزية: Richard Neville)‏ هو محرر وكاتب أسترالي، ولد في 15 ديسمبر 1941 في سيدني في أستراليا، وتوفي بنفس المكان في 4 سبتمبر 2016.

## وصلات خارجية
- ريتشارد نيفيل على موقع ديسكوغز (الإنجليزية)